# San Amaro
San Amaro è un comune spagnolo di 1 431 abitanti situato nella comunità autonoma della Galizia.